# Terron-sur-Aisne
Terron-sur-Aisne ist eine Ortschaft und eine ehemalige französische Gemeinde mit 129 Einwohnern (Stand 1. Januar 2022) im Département Ardennes in der Region Grand Est. Sie gehörte zum Arrondissement Vouziers und zum gleichnamigen Kanton.
Mit Wirkung vom 1. Juni 2016 wurden die früheren Gemeinden Terron-sur-Aisne, Vrizy und Vouziers zu einer Commune nouvelle mit dem identen Namen Vouziers zusammengelegt und haben in der neuen Gemeinde den Status einer Commune déléguée inne. Der Verwaltungssitz befindet sich im Ort Vouziers.

## Lage
Nachbarorte sind Voncq im Nordwesten, Les Alleux im Nordosten, Quatre-Champs im Osten, Ballay im Südosten und Vrizy und Grivy-Loisy im Südwesten.

## Bevölkerungsentwicklung
| Jahr      | 1962 | 1968 | 1975 | 1982 | 1990 | 1999 | 2008 | 2015 |
| --------- | ---- | ---- | ---- | ---- | ---- | ---- | ---- | ---- |
| Einwohner | 185  | 155  | 142  | 137  | 128  | 124  | 116  | 108  |